# Nzoka Facula
La Nzoka Facula è una struttura geologica della superficie di Mercurio.